# Općina
Općina (Plural: općine) ist die kroatische und bosnische Bezeichnung für Verbands- und Großgemeinden im ehemaligen Jugoslawien. Gegenwärtig wird der Begriff weiter für Großgemeinden in Kroatien sowie Bosnien und Herzegowina verwendet.
Viele dieser Verbandsgemeinden erreichen die Größe deutscher Landkreise, übertreffen also deutsche Verbandsgemeinden an Fläche bei weitem.

## Geschichte
In der Sozialistischen Föderativen Republik Jugoslawien existierten, nachdem die Zahl bis 1965 durch die Zusammenlegung kleiner Gemeinden reduziert worden war, insgesamt 471 Großgemeinden (Stand: 1989), die als Opština (Serbien, Mazedonien und Montenegro) bzw. Općina (Bosnien und Herzegowina und Kroatien) oder Občina (Slowenien) bezeichnet wurden.
Nach dem Zerfall Jugoslawiens behielten einige der neu entstandenen Staaten die Gliederung in Verbandsgemeinden bei, während sie in Nordmazedonien aufgelöst und die Großgemeinden Regionen zugeordnet wurden. Sie stellen heute in der Föderation Bosnien und Herzegowina unterhalb der Kantone die vierte, in der Republika Srpska unterhalb der Entität die dritte und in Kroatien unterhalb der Gespanschaften die dritte Verwaltungsebene dar.